# Carl-Amery-Literaturpreis
Der Carl-Amery-Literaturpreis wurde 2007 vom Verband deutscher Schriftsteller in Bayern, dem Luchterhand Literaturverlag und Verdi Bayern  gestiftet. Die Auszeichnung zur Erinnerung an Carl Amery und sein Lebenswerk wird alle zwei Jahre verliehen und ist mit 6.000 Euro dotiert. Gewürdigt werden zeitkritische deutschsprachige Autoren, die „neue ästhetische Wege gehen und damit das Spektrum literarischer Möglichkeiten zu erweitern suchen.“

## Preisträger
- 2007: Feridun Zaimoglu
- 2009: Juli Zeh
- 2011: Ilija Trojanow
- 2013: Ulrich Peltzer
- 2015: Norbert Niemann[1]
- 2017: Thomas von Steinaecker
- 2019: Karen Duve[2]
- 2022: Judith Schalansky[3]
- 2024: Barbi Marković[4]